# Detlef Müller
Detlef Müller (Dissen am Teutoburger Wald, 13 de junho de 1954) é um matemático alemão, que trabalha com análise matemática.
Müller obteve um doutorado em 1981 na Universidade de Bielefeld, orientado por Horst Leptin (1927–2017), com a tese Das Syntheseverhalten glatter Hyperflächen mit homogenen Krümmungsverhältnissen im {\displaystyle \mathbb {R} ^{n}}. Obteve a habilitação em 1984 na Universidade de Quiel. Em 1994 foi professor na Universidade Louis Pasteur em Estrasburgo e em 1994 na Universidade de Quiel. Ele passou o ano acadêmico de 1990–1991 no Instituto de Estudos Avançados de Princeton. Ele foi de 1992 a 1994 um professor da Universidade Louis Pasteur em Estrasburgo e é desde 1994 um professor da Universidade de Quiel.
Foi eleito fellow da American Mathematical Society em 2018. Müller é um dos editores do periódico Journal of Lie Theory e do Annali di Matematica Pura ed Applicata.
Foi palestrante convidado do Congresso Internacional de Matemáticos em Berlim (1998: "Functional calculus on Lie groups and wave propagation").

## Obras
- com F. Ricci: Solvability for a class of doubly characteristic differential operators on two-step nilpotent groups, Annals of Mathematics, Volume 143, 1996, p. 1–49
- Local solvability of linear differential operators with double characteristics. I. Necessary conditions. Math. Ann., Volume 340, 2008, 23–75 doi:10.1007/s00208-007-0138-7
- com Marco Peloso, Fulvio Ricci: Analysis of the Hodge Laplacian on the Heisenberg group, Memoirs of the American Mathematical Society 2016